# Jovanotti
Lorenzo Cherubini, conocido artísticamente como Jovanotti (Roma, Italia, 27 de septiembre de 1966), es un cantante y compositor italiano. Aun cuando es considerado como uno de los precursores del rap y hip hop italianos, es difícil definir con claridad su estilo musical,[cita requerida] que también oscila del funk al pop melódico, con predilección por distintos ritmos etno-fusión que ha ido puliendo a lo largo de casi 20 años.

## Biografía
Tercero de cuatro hermanos, Jovanotti pertenece a una familia de Cortona trasladada a Roma. Nació el 27 de septiembre de 1966, criándose en la capital italiana. Tras conseguir su diploma en ciencias, dio sus primeros pasos como DJ en diversas discotecas y locales nocturnos, labor que lo llevó a las radios y a sus primeros trabajos musicales propios. De ahí vienen sus primeros éxitos, aún lastrados por el sonido "discoteca" (incluida una sonada participación en el festival de San Remo),"Giovani Jovanotti" en 1990 llamó la atención en España al editarse en castellano con éxitos rítmicos como "Los números" o himnos tan coreados y versionados como "Gente de la noche". Con el álbum "Lorenzo 1992" de 1992 muestra una serie de inquietudes que van cristalizando en sus siguientes trabajos "Lorenzo 1994" y "Raccolta". El primero contiene éxitos como "Penso positivo" o "Piove" que le acreditan como "el músico italiano más importante de su generación".[cita requerida] Del segundo, su primer recopilatorio, surge "L´ombelico del mondo", por el cual es seleccionado para los MTV en categoría de mejor cantante europeo. 1994 es importante pues de él data su primera gira europea, la creación de su productora "Soleluna", laboratorio de ideas y refugio para los proyectos en solitario de los miembros habituales de su equipo como Saturnino, Michele Centonze, Giovanni Allevi y Pier Foschi, entre otros, así como la publicación de su cuaderno "Cherubini". Su polifacetismo tiene nueva piedra de toque con la exposición pictórica que ofrecerá en Brescia en 1998.[cita requerida]
La segunda mitad de los 90 muestra un músico preocupado constantemente por evolucionar: "L´albero", de 1997, sorprendente crisol de ritmos afro-latinos, música popular, funk, rock, hip-hop; o "Capo Horn" en 1999, donde coquetea con sonidos más electrónicos, pero sin perder de vista los ritmos y melodías que le caracterizan. Son años de giras por Italia y Alemania, potenciando toda la energía de sus discos de estudio. Intensifica su actividad de denuncia política con constantes artículos en su blog web o en los principales diarios italianos, o con actuaciones especiales pidiendo la cancelación de la deuda en el tercer mundo.[cita requerida]
Tras la edición en directo de su Capo Horn Tour y con la ayuda de gente como Quimi Portet, Jorge Drexler y sobre todo, Pau Donés (Jarabe de Palo), intenta una fallida introducción en el mercado español con el recopilatorio "Pasaporte" (2001) y un álbum poco relevante "Il quinto mondo" (2002), que conoció versión en castellano y del cual si acaso destaca el primer sencillo "Salvami", la canción que le da el título al álbum y el divertido funk de Un uomo. El directo de este último álbum apareció como Jova Live 2002 pero solo a la venta en línea.
Es 2005 cuando vuelve a encontrar una senda inspirada con su álbum Buon Sangue, una vuelta más de tuerca en el sonido groovie, con melodías tan resueltas como en los tiempos de Capo Horn y una base rítmica que proporciona temas tan interesantes como el primer sencillo Tanto, Penelope o Coraggio, un impresionante alegato rapeado "para tiempos complejos", como el mismo define. 
El éxito de este álbum (siempre circunscrito al ámbito italiano o centroeuropeo) obliga a la edición del DVD Buon sangue live tour a comienzos de 2006 así como de una "autoversión" de interpretaciones tecno del original: Electrojova (2006). 
A Buon Sangue (2005) le sucedía Safari (2008) que fue precedido por un interesante documental sobre su grabación en San Francisco, EE. UU.. "Safari" se encontraba quizás un peldaño más abajo en calidad al "Buon Sangue" pero aun así contenía una perfecta proporción de imaginería (Temporale o la imprescindible Antidolorifico magnífico), tiempos medios (In orbita, Mezzogiorno) y baladas tan logradas como el primer sencillo Fango y el "successo" A te, el tema más radiado en Italia a lo largo del 2008, y desde luego el éxito más grande de Lorenzo en toda la década, responsable directo que el álbum encabezara las listas de los discos más vendidos del año. El 12 de mayo comenzó el Safari Tour con el que celebró conciertos en los palacios de deportes y estadios de toda Italia hasta bien entrado septiembre. Siguiendo la dinámica de editar un DVD de acompañamiento a la gira realizó una edición especial de apoyo a la gira de Safari con el documental Nessuna ombra a l´intorno el cual es un entretenido diario grabado de la génesis y desarrollo del Safari Tour.
Lorenzo continuó reinventándose en 2009. Tras volver a la senda del éxito no le quedaba mucho que demostrar, así que acompañado de dos de sus más antiguos compañeros de viaje, Saturnino Celani y Riccardo Onori, bajo y guitarra habituales, y otros músicos del Collectivo, inició una curiosa y audaz aventura por pequeñas salas de concierto de la costa este de los Estados Unidos. El repertorio, modelado para la ocasión y aderezado con versiones muy logradas (Staying Alive o Wanna be Startin´ Something, de Bee Gees y Michael Jackson respectivamente) mostró un Lorenzo crooner más cercano, obligado a transmitir de otra manera la energía propia, obligado por las condiciones físicas ("pasar de recorrer varios kilómetros en un concierto a tener poco más de un metro cuadrado para moverme"). Todo esto quedó reflejado en un nuevo trabajo denominado Oyeah que fue editado a través de Itunes y primeramente comercializado en EE. UU.. La sorpresa en la revisión fue el clásico Buonasera signorina.

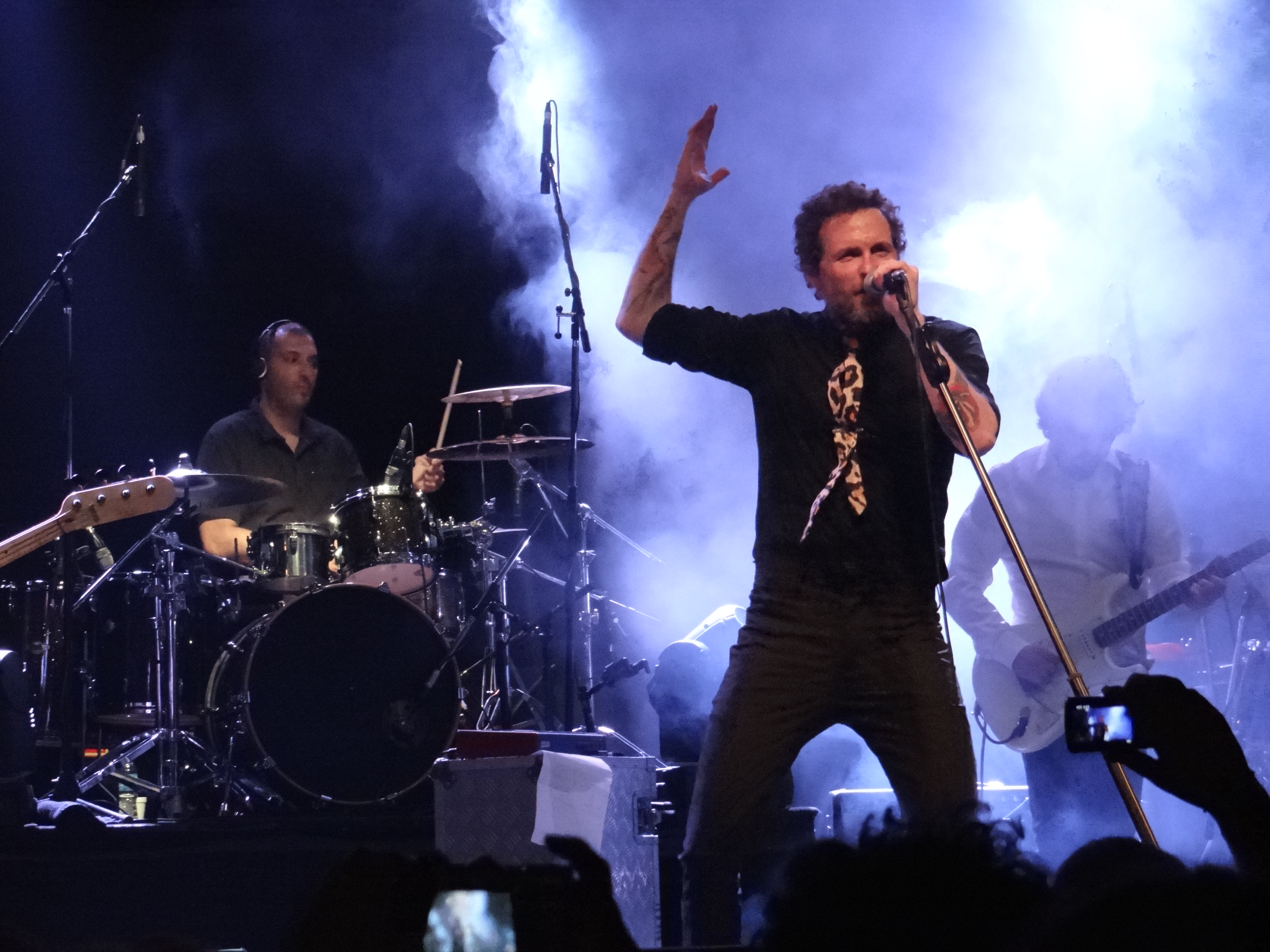
Jovanotti durante uno de los espectáculos que ofreció en Buenos Aires en septiembre de 2013

En septiembre del 2009 fue parte del concierto Paz sin fronteras II con Juanes y otros artistas.
En enero de 2011 pública su nuevo trabajo llamado Ora que se coloca rápidamente en las listas de los discos más vendidos gracias al éxito de canciones como Tutto l'amore che ho.
Curiosidad aparte, Jovanotti siempre precedía el título de sus trabajos con su nombre Lorenzo y el año de salida a la venta hasta 2005. 
En septiembre de 2013 como cierre de su gira Lorenzo negli stadi realizó una serie de conciertos en Brasil y Argentina. Los dos recitales que ofreció en el Teatro Vorterix de Buenos Aires fueron su primera presentación profesional ante el público local.
En abril de 2014 participa en el Festival Estéreo Picnic, el cual se realiza anualmente en la capital de Colombia.

## Vida privada
Actualmente vive y trabaja en Cortona, Italia, lugar de origen de su familia. El 6 de septiembre de 2008 se casó con Francesca Valiani, con quien ya convivía desde hacía un tiempo y con quien tuvo a su hija Teresa.

## Discografía

### Álbumes de estudio
1988: Jovanotti for President
1989: La Mia Moto
1990: Giovani Jovanotti
1991: Una tribù che balla
1992: Lorenzo 1992
1994: Lorenzo 1994
1997: Lorenzo 1997 - L'Albero (ediciones sencilla y especial)
1997: Lorenzo 1997 - L'Albero, edición con canciones en español (para España, Latinoamérica y México)
1999: Lorenzo 1999 - Capo Horn
2002: Lorenzo 2002 - Il Quinto Mondo
2005: Buon Sangue
2008: Safari
2011: Ora
2015: Lorenzo 2015 CC.
2018: Oh, vita! 
2022: Il disco del Sole

### Álbumes en vivo
2000: Lorenzo Live Autobiografía di una Festa
2004: Jova Live 2002
2006: Buon Sangue Live - DVD
2009: OYEAH (álbum en vivo solo para EE. UU.)
2011: Ora Live
2012: Lorenzo in concerto per Jovanotti e Orchestra
2013: Lorenzo negli stadi - Backup Tour 2013

### Compilaciones
1989: Jovanotti Special
1995: Lorenzo 1990 - 1995 raccolta (ediciones sencilla y especial)
2001: Pasaporte
2005: Buon Sangue + Extra F.U.N.K.
2006: ElectroJova Buon Sangue DOPATO
2012: Italia 1988-2012
2012: Backup 1987-2012

### Sencillos
| Año  | Título                                      | Certificaciones   | Álbum                                     |
| ---- | ------------------------------------------- | ----------------- | ----------------------------------------- |
| 1987 | "Walking"                                   |                   | Sencillo sin álbum                        |
| 1988 | "Gimme Five"                                |                   | Jovanotti for President                   |
| 1988 | "Go Jovanotti Go"                           |                   | Jovanotti for President                   |
| 1988 | "Gimme Five 2 (Rasta Five)"                 |                   | Jovanotti for President                   |
| 1988 | "Mix, Remix & The singers"                  |                   | Jovanotti for President                   |
| 1988 | "The Rappers (Remix)"                       |                   | Jovanotti for President                   |
| 1988 | "Reggae '87"                                |                   | Sencillos sin álbum                       |
| 1988 | "Yo" (como Gino Latino)                     |                   | Sencillos sin álbum                       |
| 1988 | "È qui la festa?"                           |                   | Sencillos sin álbum                       |
| 1988 | "Welcome" (como Gino Latino)                |                   | Sencillos sin álbum                       |
| 1989 | "Sex, No Drugs and Rock'n'Roll"             |                   | Sencillos sin álbum                       |
| 1989 | "La mia moto"                               |                   | La mia moto                               |
| 1989 | "Vasco"                                     |                   | La mia moto                               |
| 1989 | "Scappa con me"                             |                   | La mia moto                               |
| 1990 | "Ciao mamma"                                |                   | Giovani Jovanotti                         |
| 1990 | "Los números"                               |                   | Giovani Jovanotti (Edición española)      |
| 1991 | "Muoviti muoviti"                           |                   | Una tribù che balla                       |
| 1991 | "One Nation"                                |                   | Una tribù che balla                       |
| 1991 | "Libera l'anima"                            |                   | Una tribù che balla                       |
| 1992 | "Benvenuti nella giungla"                   |                   | Lorenzo 92                                |
| 1992 | "Chissà se stai dormendo"                   |                   | Lorenzo 92                                |
| 1992 | "Non m'annoio"                              |                   | Lorenzo 92                                |
| 1992 | "Ragazzo fortunato"                         |                   | Lorenzo 92                                |
| 1993 | "Io no"                                     |                   | Lorenzo 92                                |
| 1994 | "Penso positivo"                            |                   | Lorenzo 94                                |
| 1994 | "Serenata rap"                              |                   | Lorenzo 94                                |
| 1994 | "Voglio di +"                               |                   | Lorenzo 94                                |
| 1994 | "Piove"                                     |                   | Lorenzo 94                                |
| 1995 | "L'ombelico del mondo"                      |                   | Lorenzo Raccolta                          |
| 1995 | "Marco Polo"                                |                   | Lorenzo Raccolta                          |
| 1997 | "Bella"                                     |                   | Lorenzo 1997 - L'albero                   |
| 1997 | "Questa è la mia casa"                      |                   | Lorenzo 1997 - L'albero                   |
| 1997 | "Per la vita che verrà"                     |                   | Lorenzo 1997 - L'albero                   |
| 1999 | "Per te"                                    |                   | Lorenzo 99 - Capo Horn                    |
| 1999 | "Un raggio di sole"                         |                   | Lorenzo 99 - Capo Horn                    |
| 1999 | "Stella cometa"                             |                   | Lorenzo 99 - Capo Horn                    |
| 1999 | "Dolce fare niente"                         |                   | Lorenzo 99 - Capo Horn                    |
| 2000 | "File Not Found"                            |                   | Lorenzo live - Autobiografia di una festa |
| 2001 | "El ombligo del mundo"                      |                   | Pasaporte - Lo mejor de                   |
| 2001 | "Un rayo de sol en la mano"                 |                   | Pasaporte - Lo mejor de                   |
| 2002 | "Salvami"                                   |                   | Il quinto mondo                           |
| 2002 | "Ti sposerò"                                |                   | Il quinto mondo                           |
| 2002 | "Morirò d'amore"                            |                   | Il quinto mondo                           |
| 2002 | "Date al diavolo un bimbo per cena"         |                   | Il quinto mondo                           |
| 2005 | "(Tanto)³"                                  |                   | Buon sangue                               |
| 2005 | "Mi fido di te"                             |                   | Buon sangue                               |
| 2006 | "Una storia d'amore"                        |                   | Buon sangue                               |
| 2006 | "Falla girare"                              |                   | Buon sangue                               |
| 2007 | "Fango" (con Ben Harper)                    |                   | Safari                                    |
| 2008 | "A te"                                      | - ITA: 2× Platino | Safari                                    |
| 2008 | "Safari" (con Giuliano Sangiorgi)           |                   | Safari                                    |
| 2008 | "Come musica"                               |                   | Safari                                    |
| 2009 | "Mezzogiorno"                               |                   | Safari                                    |
| 2009 | "Punto" (con Sérgio Mendes)                 |                   | Safari                                    |
| 2010 | "Baciami ancora"                            | - ITA: 2× Platino | Sencillo sin álbum                        |
| 2010 | "Tutto l'amore che ho"                      | - ITA: 2× Platino | Ora                                       |
| 2011 | "Le tasche piene di sassi"                  | - ITA: Platino    | Ora                                       |
| 2011 | "Il più grande spettacolo dopo il Big Bang" | - ITA: 2× Platino | Ora                                       |
| 2011 | "La notte dei desideri"                     | - ITA: Oro        | Ora                                       |
| 2011 | "Ora"                                       | - ITA: Oro        | Ora                                       |

### Apariciones varias
'1989: Tema elegido para Sanremo'89
'1989: Tema elegido para Festivalbar'89
'1992: Coautor en Stabiliamo Un Contatto con Luca Carboni, de Stadio
'1992: Tema elegido para DJ 10 e lode (1982-1992)
'1992: Temas elegidos para W Radio Dee Jay 1992
'1992: Tema elegido para Hits On Five 3
1993: Participación en X Forza X Amore de Gianna Nannini
1993: Participación en Diario Carboni de Luca Carboni
'1993: Tema elegido para Festivalbar '93
'1993: Tema elegido para Deejay Parade 2
'1993: Tema elegido para Hits On Five 5
1994: Participación en Irene Grandi de Irene Grandi
1994: Participación en Rock Normale de Nikki
1994: Participación en -6 Al 2000 de Andrea Mingardi
'1994: Tema elegido para Festivalbar '94
1995: Participación en Non Calpestare i Fiori nel Deserto de Pino Daniele
'1995: Autor en Spirito diVino de Zucchero
'1995: Tema elegido para 100% Cool
'1996: Autor en Zelig de Saturnino
1996: Participación en Pavarotti & Friends for the children of Bosnia de Luciano Pavarotti
1996: Participación en Overkill de Gary Thomas
1996: Participación en Bomboloni de Gianna Nannini
'1996: Tema elegido para 105 Night Express
'1996: Tema elegido para la banda sonora de la telenovela chilena de TVN, Sucupira
1997: Participación en SaTOURnino de Saturnino
'1997: Tema elegido para Volando Con Naco
'1997: Autor en Buonanotte Alla Luna de Francesca Alotta
'1997: Tema elegido para Festivalbar '97
'1998: Tema elegido para Red Hot + Rhapsody
1998: Tema elegido para The Different You - Robert Wyatt E Noi
'1998: Autor en Canto Per Te de Andrea Mingardi
'1998: Tema elegido para Ibiza 24/7
1998: Participación en Artisti Uniti Per Gli Zapatisti Del Chiapas
'1999: Tema elegido para Festivalbar '99
'1999: Tema elegido para Roba Da Amilcare
'2000: Autor en Depende (edizione speciale italiana) de Jarabe de Palo
'2000: Autor en Clima de Saturnino
'2000: Co-Autor en Stilelibero de Eros Ramazzotti de dos canciones
'2000: Autor en Azúcar Moreno de Brando
'2000: Autor en Roof Club de Reggae National Tickets
2001: Lorenzo '92, serie I Grandi Album di TV Sorrisi e Canzoni
2001: Participación en Uno in + de 883
2001: Participación en De Vuelta Y Vuelta (edición española) de Jarabe de Palo
2001: Participación en De Vuelta Y Vuelta (edizione speciale italiana) de Jarabe de Palo
'2001: Autor en IreK de Irene Grandi
'2001: Autor en Cuori Di Vetro de Ron
2002: El Quinto Mundo
'2002: Autor en Le Mie Favole de Syria
'2002: Tema elegido en Festivalbar Compilation Rossa
'2003: Autor en Le Mie Favole (San Remo Edition) de Syria
'2003: Tema elegido en Platinum SanRemo
'2003: Tema elegido en Grandes Éxitos (edición internacional) de Jarabe de Palo
'2003: Tema elegido en Grandes Éxitos (edizione italiana) de Jarabe de Palo
'2003: Autor en Bonito (edición internacional) de Jarabe de Palo
'2003: Autor en Bonito (edizione italiana) de Jarabe de Palo
'2003: Temas elegidos en Yatra
2003: Roma, junto a su grupo Collettivo Soleluna
2003: Autobiografía Di Una Festa, de MusicaLive de Il Corriere Della Sera
2003: Participación en Ao Vivo Eletrodoméstico de Daniela Mercury
2003: BossaJova, temas en versión brasileña de Franco Cava
2009: Concierto Paz sin Fronteras en la Habana - Cuba (20 de septiembre)
2012: "Mirarte" del Álbum Papitwo junto a Miguel Bosé
2013: Participación exitosa en el Vive Latino 2013 México